# Sauer 38H
La Sauer 38H o H a secas, era una pequeña pistola semiautomática fabricada en Alemania desde 1938 hasta el final de la Segunda Guerra Mundial por la J. P. Sauer & Sohn, que en aquel entonces tenía su sede en Suhl. La "H" del número del modelo indica que la pistola empleaba un martillo interno ("hahn").   

## Desarrollo
La Sauer desarrolló a la 38H a partir de sus primeras pistolas semiautomáticas. Fue necesario para competir junto a compañías como la Mauser y la Walther en el mercado civil. Sin embargo, con el inicio de la guerra, la mayoría de pistolas fueron destinadas a diversas agencias policiales alemanas. Estas pistolas tienen estampados los marcajes de dichas agencias y algunas pueden encontrarse con la funda y el cargador adicional con el cual fueron suministradas. Las Sauer 38H regaladas a los oficiales nazis tienen con frecuencia grabados a pedido, cachas de marfil y además incrustaciones de oro. Por ejemplo, en setiembre de 2004 la Rock Island Auction Company subastó por $43.125 una Sauer 38H con número de serie 363573, que perteneció a Sepp Dietrich.
La Sauer 38H fue producida en tres modelos básicos. Generalmente, la corredera del primer modelo tiene estampado el texto "JP Sauer und Sohn" en su lado izquierdo. El segundo modelo solamente tiene estampado "CAL 7,65" y el tercer modelo omite el seguro y la palanca de desamartillado. Hacia el final de la guerra, las armas que se producían eran simplificadas para abaratar y aumentar su producción. Esto significaba que la Sauer 38H tenía marcajes más sencillos, un acabado tosco y se le eliminaron características tales como el seguro de la corredera. En algunos casos, los modelos producción tardía conservaron el seguro pero eliminaron la palanca de desamartillado. Los modelos llamados "final de la guerra" todavía eran completamente funcionales. Los últimos ejemplares, producidos hasta abril de 1945, cuando la fábrica fue tomada por las fuerzas Aliadas, tienen números de serie inconsistentes, así como malos ensamblajes y acabados.
El concepto de la Sauer 38H continúa en la SIG Sauer P232 y su predecesora, la SIG P230, que también tiene un cañón fijo, palanca de desamartillado y diseño interno similar. Como testamento a su buen diseño, muchas Sauer 38H son regularmente empleadas por sus propietarios hasta el día de hoy, aunque por lo general con cachas cambiadas.[cita requerida]

## Detalles de diseño
La "H" del número de modelo indica que esta pistola emplea un martillo interno, al contrario del martillo externo de los primeros modelos de pistolas Sauer. Otras características incluían un gatillo de doble acción, un cargador monohilera y un muelle recuperador que rodeaba un cañón fijo. 
Una característica revolucionaria era el empleo por primera vez de una palanca que amartillaba y desamartillaba el martillo con seguridad. El martillo de la Sauer 38H podía ser bajado en cualquier momento para transportarla con seguridad. La característica de amartillado era necesaria debido al martillo interno y el mecanismo de desamartillado era una característica de seguridad. Un espacio hueco sobre el gatillo indicaba si el martillo oculto estaba amartillado; si estaba descubierto, el martillo estaba bajado. Una pequeña varilla sobresalía en la parte posterior de la corredera, indicando que hay un cartucho en la recámara. 
Otra característica avanzada para su época era el seguro del cargador, un mecanismo que desactiva el gatillo cuando el cargador es extraído de la pistola. Casi todas las pistolas modernas fabricadas hoy en día por la SIG Sauer tienen una palanca de desamartilado, incluyendo a la muy exitosa serie de pistolas SIG P226. La mayoría de pistolas modernas SIG Sauer tienen los controles en el mismo lugar que la Sauer 38H, pero como estos modelos modernos tienen martillos externos se les ha omitido la característica de amartillado de la palanca. La Heckler & Koch P9 también utiliza una palanca de amartillado/desamartillado basada en la de la Sauer 38H.
Las cachas de la pistola eran de baquelita. El paso del tiempo hace que se estas se rajen y desintegren en las pistolas sobrevivientes. Todas las cachas originales llevaban estampadas las letras "SUS", acrónimo de "Sauer und Sohn", que pueden encontrarse en el mismo lado del retén del cargador de la pistola, aunque varias réplicas de las cachas han copiado este logotipo. Es inusual que actualmente una Sauer 38H conserve sus cachas originales intactas. Nunca llevó de origen cachas de madera.[cita requerida]
La Sauer 38H fue principalmente producida para emplear el cartucho 7,65 x 17 Browning, sin embargo se fabricaron escasos ejemplares que empleaban los cartuchos 9 x 17 Corto y .22 Long Rifle. Esta pistola fue empleada por las Fuerzas Armadas alemanas, tales como la Luftwaffe y unidades policiales en cantidades casi iguales a la Walther PPK. La Sauer 38H fue producida para el mercado militar, policial y civil.[cita requerida]